# 79896 Billhaley
A 79896 Billhaley (ideiglenes jelöléssel 1999 BH5) a Naprendszer kisbolygóövében található aszteroida. 1999. január 20-án fedezték fel.
Nevét Bill Haley (William John Clifton Haley Jr., 1925–1981) amerikai énekes után kapta.